# Tågsjön (Anundsjö socken, Ångermanland)
Tågsjön är en sjö i Örnsköldsviks kommun i Ångermanland och ingår i Ångermanälvens huvudavrinningsområde. Sjön har en area på 0,167 kvadratkilometer och ligger 278,2 meter över havet. Sjön avvattnas av vattendraget Tågån.

## Delavrinningsområde
Tågsjön ingår i det delavrinningsområde (705353-157701) som SMHI kallar för Inloppet i Tomsjön. Medelhöjden är 303 meter över havet och ytan är 17,8 kvadratkilometer. Det finns inga avrinningsområden uppströms utan avrinningsområdet är högsta punkten. Tågån som avvattnar avrinningsområdet har biflödesordning 3, vilket innebär att vattnet flödar genom totalt 3 vattendrag innan det når havet efter 157 kilometer. Avrinningsområdet består mestadels av skog (81 procent) och sankmarker (12 procent). Avrinningsområdet har 0,22 kvadratkilometer vattenytor vilket ger det en sjöprocent på 1,2 procent.